# Paul Émile Botta
Paul Émile Botta nato Paolo Emilio Botta (Torino, 6 dicembre 1802 – Achères, 29 marzo 1870) è stato un archeologo e storico italiano naturalizzato francese, fu console a Mosul (in quel periodo sotto l'Impero ottomano) dal 1842.
Egli era figlio di Carlo Botta, di professione medico ma che divenne noto come storico e politico piemontese.

## Biografia

### Gli studi e il viaggio sulla Héros
Il padre divenne cittadino francese e per un certo periodo si unì alle truppe napoleoniche come medico. Fu anche rettore dell'accademia di Medicina di Rouen, ma dovette dimettersi causa le sue posizioni liberali.
Anche Paolo studiò medicina, a Rouen e poi a Parigi, dove fu allievo di Henri Marie Ducrotay de Blainville. Fu in Grecia nel periodo della Guerra d'indipendenza greca, anche se i motivi della sua presenza non sono chiari. Nel 1826, quando non aveva ancora completato gli studi, s'imbarcò come medico di bordo e naturalista sulla nave Héros, in occasione di una circumnavigazione del globo per scopi scientifico-esplorativi.

### Il consolato in Iraq
Giunto in Iraq come console, aveva istruzioni di trovare la biblica Ninive. Diresse quindi i primi scavi sul tell di Kuyunjik, ma li abbandonò ben presto nel 1843 per una locazione 20 km a nord, chiamata allora Khorsabad, giudicata più promettente. Vi scoperse un palazzo di più di 100 stanze e ritenne di avervi trovato i resti della capitale assira, dandone notizia a Parigi.
In realtà si trattava di Dur-Sharrukin, la capitale di Sargon II. Nel 1846 statue e reperti archeologici trovati da Botta furono inviati a Parigi, dove andarono a costituire il nucleo della collezione assira del Museo del Louvre, inaugurata il 1º maggio 1847 alla presenza di re Luigi Filippo di Francia. Lo scoppio della rivolta nel 1848 e l'instaurazione della Seconda Repubblica francese gli impedì di godere appieno i frutti delle sue scoperte.

### Ultimi anni
Continuò la carriera diplomatica a Gerusalemme (1848-1855) e a Tripoli (dal 1855), prima di rientrare in Francia causa problemi di salute e morirvi.